# Йонийска република
Йонийската република (на гръцки: Ἡνωμένον Κράτος τῶν Ἰονίων Νήσων; на италиански: Stati Uniti delle Isole Ionie) е британски протекторат в Югоизточна Европа, съществувал през XIX век.
Тя включва Йонийските острови, разположени в Йонийско море, край западните брегове на Гърция. Дългогодишно владение на Венецианската република, през 1797 година те са анексирани от Франция, а след края на Наполеоновите войни и решенията на Виенския конгрес са поставени под британски протекторат. През 1864 година са предадени на Гърция и Йонийската република прекратява съществуването си.